# Valerio Nati
Valerio Nati est un boxeur italien né le 11 avril 1956 à Dovadola.

## Carrière
Passé professionnel en 1978, il devient champion d'Italie puis champion d'Europe EBU des poids coqs en 1979 et 1980. Sept ans plus tard, il remporte le titre européen des poids plumes mais échoue face à Daniel Zaragoza, champion du monde des super-coqs WBC, l'année suivante.
Nati devient toutefois champion du monde de cette catégorie le 9 décembre 1989 après avoir battu le détenteur de la ceinture WBO, l'américain Kenny Mitchell. Il est en revanche battu dès le combat suivant par jet de l'éponge à la 10e reprise face à Orlando Fernandez le 12 mai 1990 et met un terme à sa carrière en 1991 sur un bilan de 46 victoires, 5 défaites et 4 matchs nuls.

## Référence
1. ↑  (en) 1990-05-12 Orlando Fernandez w rtd 10 Valerio Nati, The Arena, Sassari, Italy - WBO (boxrec.com)